# Амир Шаипи
Амир Шаипи (алб. Amir Saipi; Шафхаузен, 8. јул 2000) је фудбалер са Косова и Метохије бошњачког порекла који тренутно наступа за Лугано. Игра на позицији голмана.
Шаипи је рођен у Шафхаузену у Швајцарској, али је пореклом из села Горње Љубиње у Средачкој жупи код Призрена. Иако је био на ширем списку за репрезентацију Швајцарске, септембра 2024. године Шаипи је одлучио да наступа за Косово, за које је дебитовао исте године.

## Успеси
Лугано
- Куп Швајцарске  (1) : 2021/22,[4] (финале: 2022/23, 2023/24)[5][6]